# E-democracy
La democrazia digitale, o democrazia elettronica, (in inglese: e-democracy, contrazione di electronic democracy) è la forma di democrazia partecipativa e/o diretta, che si avvale delle moderne tecnologie dell'informazione e della comunicazione (in particolare Web 2.0) nella partecipazione politica e/o nelle consultazioni popolari.

## Terminologia
L'idea e il termine democrazia elettronica sono antecedenti rispetto al termine e-democracy, che è un neologismo inglese nato a metà degli anni novanta, che ha dato più linfa ai concetti legati alla partecipazione politica ed è nato in coincidenza con l'avvio dei primi esperimenti pratici.

### Significato di democrazia elettronica
Si parla di e-democracy relativamente a qualsiasi tipo di utilizzo o sperimentazione delle tecnologie telematiche (internet in particolare, ma anche telefonia mobile) offerto dalle istituzioni ai cittadini per la partecipazione politica alle scelte delle istituzioni in qualsiasi ambito e qualsiasi livello (locale, nazionale, sovranazionale).

### Significato di democrazia diretta elettronica
La democrazia diretta elettronica (in inglese: electronic direct democracy, abbreviato in EDD) è la forma più forte della democrazia digitale, poiché suppone che il popolo sia coinvolto nella stessa funzione legislativa, ovvero è il più sostanzioso dispiego di effettività del principio costituzionale della sovranità popolare.

## Fondamenti giuridici
Nella sua forma più forte la democrazia digitale è possibile nei sistemi costituzionali di paesi come la Svizzera, a livello sia federale sia locale, e gli Stati Uniti, a livello locale, in cui il quadro della democrazia rappresentativa è affiancata da istituti di iniziativa popolare, come quello legislativo, o in cui esista una funzione legislativa compartita tra le assemblee legislative elettive e il popolo.
In Italia dal 2005 la firma autografata è stata equiparata alla firma digitale e alcuni decreti hanno inserito numerosi diritti digitali del cittadino, ma a questo non è mai seguito nessuna sperimentazione pratica a livello nazionale. Gli unici esempi vengono a livello locale, dove hanno costruito numerosi portali web sulla partecipazione per la raccolta di istanze, petizioni o proposte.
Le prime esperienze pratiche dimostrano che e-democracy può essere usata per migliorare la burocrazia relativa alle operazioni di voto (voto elettronico) e nei processi decisionali relativi alla deliberazione popolare.

### Estonia
L'Estonia detiene in questo campo un primato, infatti è stato il primo paese al mondo a sperimentare il voto elettronico, tutto questo dal 2005. I cittadini estoni possono votare via internet sia per le elezioni sia per i referendum; nel luglio 2013 il governo ha iniziato a distribuire i sorgenti del proprio sistema di e-Voting, rendendolo così open-source.

### Germania
La Germania è una dei Paesi guida nell'e-democracy, in parte perché il locale mondo politico ha subito visto in questa la possibilità di interagire e fidelizzare l'elettorato, in parte per una tendenza culturale democratica non delegativa.
L'esperienza più nota è quella del Partito Pirata. Nato nel 2006, si è via via sviluppato, promuovendo da sempre i temi della cittadinanza digitale e della democrazia diretta. Volendo dotarsi di uno strumento informatico per la gestione delle proposte interne al partito, sviluppa e adotta una piattaforma SW di delibera/voto: il software LiquidFeedback, che implementa i principi della democrazia liquida. La piattaforma di fatto costituisce un'assemblea permanente e virtuale, dove tutte le iniziative vengono sviluppate e messe ai voti tra tutti gli iscritti al partito. Le iniziative che passano il vaglio dell'assemblea, sono portate avanti dai loro rappresentanti, eletti secondo le modalità classiche del sistema istituzionale tedesco.
Per citare altre iniziative concernenti l'implementazione di e-democracy, l'adozione da parte del Partito Socialdemocratico Tedesco della piattaforma deliberativa Adhocracy.

### Islanda
Un progetto ambizioso è quello che si sta svolgendo in Islanda, dove, attraverso una piattaforma derivata da White House 2, stanno cercando di riscrivere la Costituzione nazionale grazie all'apporto di tutti i cittadini. Il processo di revisione costituzionale, tuttavia, a causa dell'accidentato iter di approvazione della bozza della nuova costituzione e dei risultati delle ultime elezioni politiche, sembra essere fallito.

### Italia
Nel 2004 il Ministero per l'Innovazione e le Tecnologie co-finanziava limitati progetti per lo sviluppo della cittadinanza digitale e della partecipazione dei cittadini nel governo del territorio. La maggior parte di queste esperienze si sono risolte nella diffusione di siti internet istituzionali, con (al limite) dei forum per la pubblica discussione.
Intanto, assieme ad iniziative "istituzionali", hanno cominciato a emergere progetti "privati" (spesso amatoriali), allo scopo di realizzare piattaforme software destinate allo sviluppo della democrazia diretta e partecipata.
Il Movimento 5 Stelle di Beppe Grillo include nel suo programma il concetto di e-democracy.
Nel giugno 2013 alcuni parlamentari del Partito Democratico, di Scelta Civica e di Sinistra Ecologia e Libertà hanno aderito a una piattaforma di e-democracy, basata su liquidfeedback, promossa dalla senatrice PD Laura Puppato.
Al 2015 la piattaforma non è più attiva.
Sempre nel 2013 si è svolto nel Salento, per la prima volta in Italia, un referendum consultivo con una speciale urna digitale.

### Stati Uniti d'America
Anche negli USA la e-democracy ha destato parecchio interesse, in quanto ramo di sviluppo delle tecnologie informatiche, da sempre considerate strategiche.
Invece, la reazione a livello istituzionale si è rivelata piuttosto fredda. I motivi sono sostanzialmente due:
- il peso delle lobby sulla gestione politica;
- i tradizionali meccanismi elettorali, che già impongono ai rappresentanti istituzionali il costante contatto/confronto/consenso con i loro elettori/cittadini.

Ciononostante si sono sviluppati diversi progetti, volendo citarne alcuni:
- E-Democracy.org, un'associazione di cittadini nata nei tardi anni novanta in Minnesota, capace di indirizzare attraverso il dibattito e la pressione le elezioni locali e le successive scelte amministrative;
- MixedInk, una piattaforma attivata dalla Casa Bianca allo scopo di aprirsi alle proposte dei cittadini (open government);
- White House 2, un'iniziativa privata open source che ha portato alla creazione di una piattaforma per realizzare programmi e proposte condivise; fu promossa durante la prima campagna elettorale del presidente Barack Obama nel 2008, e rimase attiva fino al 2010.

## Ambiti di applicazione
Com'è evidente, l'ambito d'applicazione naturale dell'e-democracy è quello politico; ciò non toglie che gli stessi principi possano essere applicati a realtà non-politiche.
Se l'e-democracy è generalmente un modo di gestire una "comunità", quest'ultima può essere di varie dimensioni e caratteristiche; l'essenziale è che, a priori, sia stato definito che la "comunità" avrà una "gestione democratica" tra i suoi membri.

### Campo politico
La "comunità" interessata all'applicazione dei principi dell'e-democracy, concettualmente non ha limiti di dimensioni: può essere un quartiere, un comune, una provincia, una nazione o una confederazione. Pertanto è possibile pensare a una modesta "gestione collaborativa" tra abitanti di un quartiere e rappresentanti istituzionali comunali, come è concettualmente pensabile una democrazia diretta mondiale. Ovvio che realizzazioni più estreme sono ancora molto al di là dal essere concepite.
A titolo d'esempio c'è l'iniziativa PartecipaMi.it nata per creare un luogo d'incontro tra la cittadinanza milanese e i loro amministratori (basata sulla piattaforma OpenDCN). Al capo opposto c'è la già citata iniziativa islandese, dove tutti i cittadini di uno Stato sono invitati a riscrivere la loro Costituzione.
La "comunità" interessata all'applicazione dei principi dell'e-democracy può anche non comprendere tutti i cittadini, ma solo persone che condividono idee comuni e che vogliano svilupparle tra di loro in maniera condivisa. Questo è il caso tipico dei partiti o dei movimenti politici. In questo caso, gli aderenti alla forza politica (generalmente gli iscritti) utilizzano le piattaforme software per creare in maniera condivisa indirizzi politici, programmi, leggi, organizzare eventi e gestire candidature interne. Il risultato viene poi portato avanti dai loro rappresentanti presso le sedi istituzionali, secondo le leggi e le norme del Paese d'appartenenza. L'esempio più famoso è il già citato Partito Pirata tedesco.
È importante sottolineare che i principi "democratici" sono applicati solo tra i membri della comunità che accedono alla piattaforma di discussione e di delibera. Questo a sottolineare che l'adozione di uno strumento di partecipazione democratica da parte di una comunità, non assicura che questa abbia effettivamente tendenze democratiche.

### Campo gestionale
Come intuibile dal paragrafo precedente, le "comunità" interessate a condividere idee (e interessi) comuni, e che vogliano svilupparle tra di loro in maniera condivisa, possono essere moltissime. Possono essere piccole comunità di qualche centinaio di persone (come club o associazioni culturali), come possono essere migliaia di persone (come associazioni di categoria nazionali).
In questo campo si è ancora agli inizi, ma qualche iniziativa è in via di sviluppo (es. in campo sindacale o per la consultazione all'interno di specifiche associazioni di categoria).

### Campo ambientale
In materia ambientale, l'Europa ha mosso i primi passi verso l'implementazione dei principi partecipativi attraverso la convenzione stipulata ad Århus, Danimarca, il 25 giugno 1998. Ratificata dall'Italia con la legge 16 marzo 2001, n. 108, la Convenzione richiede ai governi di intervenire in tre settori: garantire a un pubblico il più vasto possibile (persone fisiche o giuridiche, associazioni, gruppi o organizzazioni) il diritto di accesso alle informazioni ambientali detenute dalle istituzioni e dagli organi comunitari; prevedere che le informazioni in materia ambientale siano messe a disposizione del pubblico attraverso banche dati elettroniche facilmente accessibili; prevedere la partecipazione del pubblico all'elaborazione di piani e programmi in materia ambientale da parte della Comunità.

#### Italia e il campo ambientale
L'Italia ha, attraverso il Ministero dell'ambiente, presentato nel maggio 2005 il primo rapporto sull'applicazione della convenzione di Århus e nel dicembre 2007 ne ha pubblicato un primo aggiornamento, nel frattempo dando attuazione alla direttiva comunitaria 2001/42/CE sulla Valutazione Ambientale Strategica, nota come VAS, comprendente una fase di consultazione del pubblico. La direttiva, recepita dallo Stato italiano con il decreto legislativo 3 aprile 2006, n. 162, è stata fatta propria anche dalle regioni, spesso ricalcando l'iter della VAS comunitaria.

#### Normativa in campo ambientale
- convenzione di Århus, Danimarca, 25 giugno 1998, su europa.eu. URL consultato il 12 maggio 2008 (archiviato dall'url originale il 2 maggio 2008).
- rapporti sull'attuazione della Convenzione di Århus da parte dello Stato Italiano, su minambiente.it.
- legge 16 marzo 2001, n. 108, su ambientediritto.it. URL consultato il 12 maggio 2008 (archiviato dall'url originale il 2 maggio 2008).